# Христо Радонов
Христо Георгиев Радонов е български офицер, генерал-лейтенант и политик от БКП.

## Биография
Роден е на 25 декември 1923 г. в Банско в семейството на Георги Хаджирадонов и Райна Хаджирадонова. От септември 1937 до септември 1939 г. учи в разложката гимназия 4 и 5 клас. След това до февруари 1942 г. учи в горноджумайската гимназия. В гимназията е член на ръководството на РМС. Завършва средното си реално образование в кюстендилската гимназия през септември 1942 г. Същата година е член на Околийския комитет на РМС в Разлог. От 1937 г. е член на РМС, а от 1943 г. е член на БКП. Брат му Крум Радонов също е генерал. Другия му брат Драган е партиен работник в Разлог, а Иван третия брат е военен в югославската и българската армия. През септември 1942 е извикан на наборна служба в тридесет и девети пехотен солунски полк. Уволнен е през август 1943 г. През това време подпомага партизаните със санитарни материали. Участва в съпротивителното движение през Втората световна война. От август 1943 г. е партизанин в партизански отряд „Никола Парапунов“. Там първоначално е редови боец, а след това командир на чета. След 9 септември 1944 г. е командир на гвардейска дружина към тридесет и девети пехотен солунски полк. Остава на този пост до ноември 1944 г. В периода ноември 1944-март 1945 г. завършва съкратен курс във Военното училище в София. Между март 1945 и ноември 1947 г. е последователно командир на взвод и рота във Военното училище. В периода ноември 1947-май 1950 г. учи във Военната академия в София. От май 1950 до март 1951 г. е инспектор в отделение „Инспекция“ на Управление „Бойна подготовка“ на Министерството на народната отбрана. От март до октомври 1951 г. е началник на отделение ПВО в Оперативното управление на Генералния щаб. Между октомври 1951 и ноември 1953 г. е старши помощник-началник на Оперативния отдел на трета армия. От ноември 1953 до септември 1954 г. е началник на Оперативния отдел на трета армия. От септември 1954 г. като подполковник е началник-щаб на осми стрелкови корпус в Долни Чифлик. От май 1957 г. е полковник. Изпратен е да учи във Военната академия „Климент Ворошилов“ в Москва. Към 1960 г. е началник-щаб на първа армия. Към 1965 г. е началник на Оперативното управление на Генералния щаб. От 1966 до 1990 г. е кандидат-член на ЦК на БКП. Достига до звание генерал-лейтенант през 1969 г. В периода 13 ноември 1971 – 26 април 1976 г. е първи заместник-началник на Генералния щаб на българската армия. До 1985 г. е заместник началник-щаб на Обединените въоръжени сили на страните-членки на Варшавския договор. Умира на 19 юли 1995 г.

## Образование
- Средно реално образование, Разлог, Горна Джумая, Кюстендил (септември 1937-септември 1942)
- Военно училище, София (ноември 1944-март 1945)
- Военната академия „Г.С.Раковски“ (ноември 1947-май 1950)
- Академия на Генералния щаб на армията на СССР „Климент Ворошилов“, СССР (1955 – ?)